# Maria Arredondo
Maria Arredondo (Vennesla, Norveška, 6. srpnja 1985.) norveška je pjevačica i spisateljica tekstova.